# Sendelbach (Lohr am Main)
Sendelbach ist ein Gemeindeteil der Stadt Lohr am Main im unterfränkischen Landkreis Main-Spessart in Bayern.

## Geographie
Der Ort liegt am linken Mainufer auf 162 m ü. NHN gegenüber dem Hauptort von Lohr am Main und ist durch zwei Mainbrücken mit diesem verbunden. Die bis dahin selbstständige Gemeinde wurde im Jahre 1939 nach Lohr am Main eingemeindet. Die Wallfahrtskirche Mariabuchen liegt auf dem ehemaligen Gemeindegebiet und damit in der heutigen Gemarkung Sendelbach.

## Bildung und Kultur
Im Sendelbach besteht ein anschauliches Schulmuseum mit den Schwerpunkten Kaiserreich (1871–1918) und Drittes Reich (1933–1945).

## Persönlichkeiten
- Maximilian Brandl (* 1997), deutscher Mountainbiker und Deutscher Meister